# Austin, Arkansas
Austin är en ort i Lonoke County i delstaten Arkansas, USA.